# Pokušaji uklanjanja Donalda Trumpa s funkcije (2021.)
Nakon juriša na Kapitol Sjedinjenih Država 2021. godine od strane pristaša odlazećeg predsjednika Donalda Trumpa 6. siječnja 2021., vladini službenici optužili su ga za poticanje na nasilje zbog poticanja događaja i pozvali da ga se smijeni s funkcije. Članovi Kongresa Demokratske i Republikanske stranke, uključujući predsjednicu Doma Nancy Pelosi, čelnika manjinske manjine u Senatu Chucka Schumera i pridružene dužnosnike, pozvali su Trumpa da mu se odmah oduzmu ovlasti i dužnosti prema 4. odjeljku Dvadeset petog amandmana na Ustav Sjedinjenih Država, zahtijevajući njegovu trenutnu ostavku na dužnost ili uklanjanje Trumpa s funkcije opozivom i osudom. Sljedeći uvjeti nastali bi ako bi se bilo koja od aktivnosti provodila prije 20. siječnja 2021.
- Kad bi Trump dao ostavku, potpredsjednik Mike Pence postao bi 46. predsjednik Sjedinjenih Država, predsjednik s najkraćim mandatom ikad, nadmašivši Williama Henryja Harrisona, koji je preminuo 31 dan u mandatu, a na funkciji je bio samo nekoliko dana prije nego što je započeo rok ističe To bi bio drugi put u povijesti da je predsjednik dobrovoljno dao ostavku (prva je bila ostavka Richarda Nixona 1974. nakon objavljivanja njegove uloge u skandalu Watergate). Joe Biden 20. srpnja bi položio zakletvu kao 47. predsjednik Sjedinjenih Država.
- Ako se provede akcija 25. amandmana, to bi Pencea učinilo vršiteljem dužnosti predsjednika, preuzimajući "ovlasti i dužnosti ureda" predsjednika, a Trump bi svoj mandat služio samo u ime. To bi također bio prvi put u povijesti da se poziva na 4. odjeljak 25. amandmana.[2][3] Joe Biden i dalje bi položio zakletvu kao 46. predsjednik 20. siječnja 2021. godine.
- Ako bi se obaranje i osuda dogodili prije kraja Trumpovog mandata, Pence bi to postao 46. predsjednik s trenutnim učinkom, a Trump prvim predsjednikom u povijesti Sjedinjenih Država koji je osuđen na suđenju za opoziv. Da je Trump opozivan (bez obzira na ishod naknadnog suđenja u Senatu), to bi ga ujedno postalo prvim predsjednikom u povijesti Sjedinjenih Država koji je dva puta opozivan. Raspravljalo se o tome da je Trump možda osuđen u Senatu nakon što napusti dužnost. Međutim, ovo nikad nije provjereno na ustavu, osim skandala s trgovcima iz 1876. godine, u kojem je Dom doživio opoziv vojnog tajnika Williama W. Belknapa čak i nakon što je već dao ostavku, iako ga je Senat oslobodio optužbi.[4]

## Podrška za opoziv ili uklanjanje
Od večeri 7. siječnja 2021. preko 200 članova Doma i Senata pozivalo je na Trumpovo uklanjanje bilo 25. amandmanom ili opozivom, kako je izvijestio NBC News. Govornica Pelosi rekla je da će Dom opozivati Trumpa zbog poticanja "oružane pobune protiv Amerike" ako mu njegov kabinet ne oduzme ovlasti i dužnosti, koristeći 25. amandman.

### Demokrati
Mnogi demokrati iz Doma, uključujući Ilhan Omar, Ayanna Pressley, Seth Moulton, Alexandria Ocasio-Cortez i Katherine Clark, zatražili su hitnu opoziv i smjenu Trumpa u Kongresu ili putem 25. amandmana. Predsjednica Zastupničkog doma Sjedinjenih Država Nancy Pelosi, demokratkinja, pozvala je na uklanjanje Trumpa 25. amandmanom i rekla da je spremna glasati o člancima o opozivu ako se to ne dogodi. Pelosi je rekla da je Trump "vrlo opasna osoba koja ne bi smjela nastaviti obavljati svoju dužnost." U zavjeti da će ponovno opozivati Trumpa ako ga njegov kabinet ne ukloni sam, Pelosi je rekao da je Trump "poticao oružanu pobunu protiv Amerike" i da " veselo skrnavljenje američkog Kapitola, koji je hram naše američke demokracije, i nasilje usmjereno prema Kongresu užas koji će zauvijek zamrljati povijest naše nacije - potaknut od predsjednika ".
6. siječnja predstavnici Ted Lieu i Charlie Crist pozvali su potpredsjednika Mikea Pencea da ukloni Trumpa putem Dvadeset petog amandmana.
Do 7. siječnja čelnik manjinske manjine u Senatu, demokrat Chuck Schumer, zatražio je hitno Trumpovo uklanjanje s dužnosti, kao i Mnogi drugi demokratski članovi američkog Senata.
Od 8. siječnja demokrati su planirali uvesti rezoluciju o opozivu u ponedjeljak, 11. siječnja, a očekuje se da će se taj ili sljedeći dan sastati i Odbor za kućni red koji će odobriti pravilo koje će voditi raspravu o donošenju odluke o opozivu i Raskinov prijedlog zakona. stvoriti novi mehanizam za pozivanje na 25. amandman."

### Republikanci
6. siječnja, četiri "viša republikanska izabrana dužnosnika" rekla su CNN-u da vjeruju da Trumpa treba ukloniti 25. amandmanom, dok su druga dvojica republikanskih izabranih dužnosnika izjavila da bi Trump trebao biti uklonjen opozivom. CNN je 8. siječnja izvijestio da su dva republikanska člana Doma, koja nisu imenovali, izjavila da će razmotriti glasanje za opoziv. Jedan je objasnio: "Doživjeli smo napad; ne trebaju nam duga saslušanja o tome što se dogodilo."
8. siječnja republikanski senator Ben Sasse rekao je da je spreman razmotriti opoziv jer je Trump prekršio svoju zakletvu. Republikanska senatorica Lisa Murkowski pozvala je Trumpa da odmah podnese ostavku, rekavši da "Želim da izađe. Nanio je dovoljno štete." Republikanac iz doma Adam Kinzinger također je zatražio Trumpovu smjenu s funkcije.
Od 9. siječnja samo je jedan republikanac u Kući pozivao na Trumpovu smjenu s dužnosti: Adam Kinzinger.

## Protivljenje
Umirovljeni profesor Pravnog fakulteta na Harvardu Alan Dershowitz, koji je zastupao Trumpa tijekom njegovog opoziva 2019–20, protivi se još jednom opozivu. Izjavio je da Trump "nije počinio ustavni prijestup" i da će mu "biti čast ponovo braniti Ustav od stranačkih napora da ga se oruža u političke svrhe." Dershowitz je odobrio Joea Bidena za predsjednika iz izbora 2020. godine.
8. siječnja, senator Lindsey Graham (R-SC) tweetao je da će impičment "više naštetiti nego koristiti". U nastavku tweeta, implicirao je da su Pelosi i Schumer zabrinuti zbog vlastitog političkog opstanka i da je ovo objasnio zašto su željeli opozivati Trumpa.
Bivši savjetnik za nacionalnu sigurnost John Bolton pozvao je na Trumpovu ostavku; međutim, založio se protiv pozivanja na 25. amandman i opoziva, tvrdeći da je to "vrlo loša ideja", da je dodatak "najgori izrađeni" odjeljak Ustava i dovela bi do "dvaju konkurentskih predsjedništava" ako se Trump na njih pozove i ospori.
Zastupnik Kurt Schrader (D – OR-05) prvi je demokratski član kongresa koji se usprotivio opozivu uspoređujući ga s „linčevanjem“ i napominjući da „bez pravnog postupka nismo bolji od republikanaca“. Također vjeruje da podijelio bi zemlju.